# Rustam d'Imerècia
Rustam fou per dues vegades rei d'Imerècia. Era nascut el 1571 i el fill gran de Constantí III d'Imerècia. El 1589 va ser proclamat rei en ser capturat Levan, però Mumia Dadiani de Mingrèlia va instal·lar un altre pretendent. El 1590 va tornar a ser proclamat rei i es va casar amb una germana de Manuchar II (Mustafa Pasha), atabek de Samtskhé. Va morir el 1605.